# Emilía Tsulfa
Emilía Tsulfa –en griego, Αιμιλία Τσούλφα– (Atenas, 15 de mayo de 1973) es una deportista griega que compitió en vela en la clase 470. 
Participó en tres Juegos Olímpicos de Verano, entre los años 1996 y 2004, obteniendo una medalla de oro en Atenas 2004, en la clase 470 (junto con Sofía Bekatoru).
Ganó cuatro medallas de oro en el Campeonato Mundial de 470 entre los años 2000 y 2003, y cuatro medallas en el Campeonato Europeo de 470 entre los años 1998 y 2002.
En dos ocasiones fue nombrada Regatista Mundial del Año por la Federación Internacional de Vela: en los años 2002 y 2004, junto con su compañera de la clase 470, Sofía Bekatoru.

## Palmarés internacional
| \| Juegos Olímpicos \| Juegos Olímpicos \| Juegos Olímpicos \| Juegos Olímpicos \| \| Año \| Lugar \| Medalla \| Clase \| \| ------------------ \| ----------------------- \| ----------------- \| ---------------- \| \| 2004 \| Atenas (Grecia) \| Medalla de oro \| 470 \| \| Campeonato Mundial \| \| \| \| \| Año \| Lugar \| Medalla \| Clase \| \| 2000 \| Balatonfüred (Hungría) \| Medalla de oro \| 470 \| \| 2001 \| Koper (Eslovenia) \| Medalla de oro \| 470 \| \| 2002 \| Cagliari (Italia) \| Medalla de oro \| 470 \| \| 2003 \| Cádiz (España) \| Medalla de oro \| 470 \| \| Campeonato Europeo \| \| \| \| \| Año \| Lugar \| Medalla \| Clase \| \| 1998 \| Çeşme (Turquía) \| Medalla de bronce \| 470 \| \| 2000 \| Malcesine (Italia) \| Medalla de oro \| 470 \| \| 2001 \| Dún Laoghaire (Irlanda) \| Medalla de oro \| 470 \| \| 2002 \| Tallin (Estonia) \| Medalla de oro \| 470 \| |                         |                   |       |
| Juegos Olímpicos |                         |                   |       |
| Año | Lugar                   | Medalla           | Clase |
| 2004 | Atenas (Grecia)         | Medalla de oro    | 470   |
| Campeonato Mundial |                         |                   |       |
| Año | Lugar                   | Medalla           | Clase |
| 2000 | Balatonfüred (Hungría)  | Medalla de oro    | 470   |
| 2001 | Koper (Eslovenia)       | Medalla de oro    | 470   |
| 2002 | Cagliari (Italia)       | Medalla de oro    | 470   |
| 2003 | Cádiz (España)          | Medalla de oro    | 470   |
| Campeonato Europeo |                         |                   |       |
| Año | Lugar                   | Medalla           | Clase |
| 1998 | Çeşme (Turquía)         | Medalla de bronce | 470   |
| 2000 | Malcesine (Italia)      | Medalla de oro    | 470   |
| 2001 | Dún Laoghaire (Irlanda) | Medalla de oro    | 470   |
| 2002 | Tallin (Estonia)        | Medalla de oro    | 470   |